# Giorgio Mazza

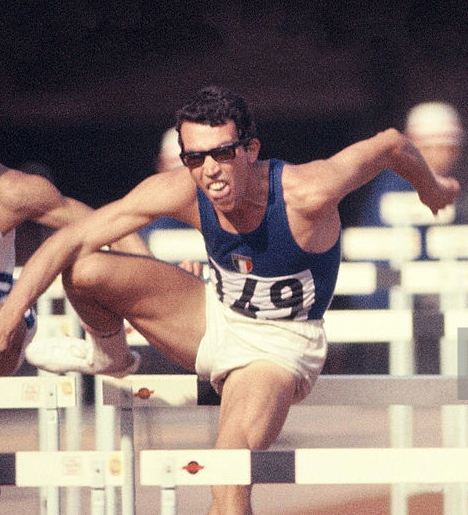
Giorgio Mazza bei den Olympischen Spielen 1964

Giorgio Mazza (* 27. September 1939 in Mestre) ist ein ehemaliger italienischer Hürdenläufer und Sprinter.
1958 wurde er bei den Europameisterschaften in Stockholm Fünfter über 110 Meter Hürden. Im Finale der 4-mal-100-Meter-Staffel wurde er mit der italienischen Mannschaft disqualifiziert.
Über 110 Meter Hürden gewann er Bronze bei der Universiade 1959 und wurde Vierter bei den Europameisterschaften 1962 in Belgrad. 1963 holte er Silber bei der Universiade und Bronze bei den Mittelmeerspielen. Bei den Olympischen Spielen 1964 in Tokio wurde er Achter.
1957, 1958 und 1963 wurde er Italienischer Meister über 110 Meter Hürden.

## Persönliche Bestzeiten
- 100 m: 10,5 s, 5. Juli 1964, Reggio Emilia
- 110 m Hürden: 13,9 s, 5. Juli 1964, Reggio Emilia